# Ло Форезе, Анджело
А́нджело Ло Форе́зе (27 марта 1920, Милан, Королевство Италия — 14 мая 2020, Милан, Италия) — итальянский оперный певец (тенор).

## Биография
В 1938—1941 и 1943—1948 гг. учился в Миланской консерватории имени Джузеппе Верди в классе Аурелиано Пертиле. В 1948 году дебютировал как баритон в партии Сильвио в опере Р. Леонкавалло «Паяцы».
В 1952 году по совету Эмилио Джирардини перешёл в теноровый регистр и дебютировал в партии Манрико в опере Дж. Верди «Трубадур» в театре Нуово в Милане.
Исполнил более 80 партий. Пел во многих театрах Европы, Америки, Африки, а также Японии. Сотрудничал с такими дирижёрами, как Герберт фон Караян, Антонио Вотто, Джанандреа Гваццени, Бруно Бартолетти. Пел с такими величайшими певцами, как Рената Тебальди, Джульетта Симионато, Рената Скотто, Федора Барбьери, Лейла Генджер, Этторе Бастианини и др.
В последнее время занимался педагогической деятельностью и, несмотря на преклонный возраст, пел в концертах, исполняя арии из опер, в частности, в возрасте 92 лет он блестяще исполнил кабалетту Манрико из оперы «Трубадур».